# Aegiochus antarctica
Aegiochus antarctica är en kräftdjursart som först beskrevs av Hodgson 1910.  Aegiochus antarctica ingår i släktet Aegiochus och familjen Aegidae. Inga underarter finns listade i Catalogue of Life.